# Jordy Vleugels
Jordy Bart Vleugels (Mol, 17 mei 1996) is een Belgisch voetballer die doorgaans speelt als middenvelder. In juli 2024 verliet hij Muang Trang United.

## Clubcarrière
Vleugels werd op zesjarige leeftijd opgenomen in de jeugdopleiding van KFC Wezel. Die verruilde hij in 2006 voor die van Willem II. Hij mocht in januari 2014 samen met Justin Mathieu en Mitch van der Ven mee naar een trainingskamp van het eerste elftal van de Tilburgers in Lara. Vleugels maakte op 25 april 2014 zijn debuut voor Willem II. Hij viel tijdens een 1–2-overwinning op bezoek bij Almere City een kwartier voor tijd in voor Renan Zanelli.
Nadat hij in tweeënhalf jaar twee keer in actie kwam in het eerste elftal, verhuurde Willem II Vleugels op 5 januari 2016 voor een half jaar aan FC Dordrecht. Voor deze club speelde hij dat seizoen nog twaalf wedstrijden in de Eerste divisie. Nadat Willem II en Vleugels daarna in overleg zijn contract ontbonden, tekende hij in juli 2016 een contract tot medio 2018 bij FC Dordrecht. In zijn eerste seizoen was hij een vaste waarde. In zijn tweede seizoen kwam hij echter niet meer voor in de plannen van trainer Gérard de Nooijer, waarna FC Dordrecht in onderling overleg met Vleugels zijn contract in oktober 2017 ontbond.
In april 2018 ging Vleugels in Kazachstan voor Kairat Almaty spelen waar hij bij het tweede team Kairat A in de Eerste divisie ingedeeld werd. In augustus 2018 keerde de Belg terug naar zijn vaderland, waar hij voor Dessel Sport ging spelen. Eind september 2018 verliet hij de club. Via PO Xylotymbou kwam Vleugels in januari 2020 terecht bij Magpies. Altona Magic werd in december 2021 zijn nieuwe club. Via het Maldivische Club Green Streets streek Vleugels in april 2022 neer in IJsland bij Magni Grenivík. Een jaar later nam IFK Luleå hem over. Medio 2023 verhuisde Vleugels naar Thailand, om voor MH Nakhonsi te gaan spelen. In december 2023 stapte hij over naar competitiegenoot Muang Trang United.

## Clubstatistieken
| Seizoen | Club           | Competitie     | Competitie | Competitie | Beker | Beker | Internationaal | Internationaal | Totaal | Totaal |
| Seizoen | Club           | Competitie     | Wed.       | Dlp.       | Wed.  | Dlp.  | Wed.           | Dlp.           | Wed.   | Dlp.   |
| ------- | -------------- | -------------- | ---------- | ---------- | ----- | ----- | -------------- | -------------- | ------ | ------ |
| 2013/14 | Willem II      | Eerste divisie | 1          | 0          | 0     | 0     | —              | —              | 1      | 0      |
| 2014/15 | Willem II      | Eredivisie     | 0          | 0          | 0     | 0     | —              | —              | 0      | 0      |
| 2015/16 | Willem II      | Eredivisie     | 1          | 0          | 0     | 0     | —              | —              | 1      | 0      |
| 2015/16 | → FC Dordrecht | Eerste divisie | 12         | 0          | 0     | 0     | —              | —              | 12     | 0      |
| 2016/17 | FC Dordrecht   | Eerste divisie | 22         | 1          | 1     | 0     | —              | —              | 23     | 1      |
| 2017/18 | FC Dordrecht   | Eerste divisie | 3          | 0          | 1     | 0     | —              | —              | 4      | 0      |
| Totaal  | Totaal         | Totaal         | 39         | 1          | 2     | 0     | 0              | 0              | 41     | 1      |

Bijgewerkt op 28 juli 2024.

## Erelijst
| Eerste divisie | 1 | 2013/14 |